# Jon Pertwee

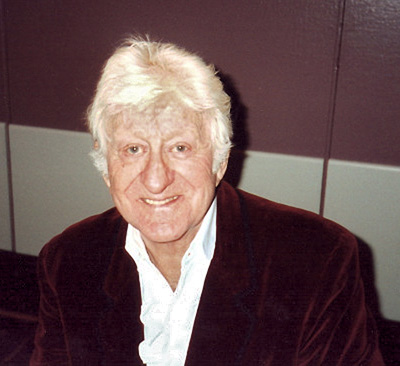
Jon Pertwee (März 1996)

John Devon Roland „Jon“ Pertwee (* 7. Juli 1919 in Chelsea, London; † 20. Mai 1996 in Timber Lake, Connecticut) war ein britischer Schauspieler.

## Bühne
Der zweitälteste Sohn des Dramatikers Roland Pertwee, der die Schreibweise seines Nachnamens Perthuis de Laillevault der englischen Aussprache angepasst hatte, versuchte sich nach dem Schulabschluss 1936 zunächst mit geringem Erfolg als Schauspieler. Er nahm Kleinstrollen bei den Denham Film Studios an und wirkte in Produktionen wie A Yank at Oxford und Die vier gerechten (nach Edgar Wallace) mit.
Die Central School of Dramatic Arts lehnte ihn als Eleven ab, an der Royal Academy of Dramatic Arts (RADA) wurde er zwar zunächst angenommen, aber bereits vor Ablauf eines Jahres wieder der Schule verwiesen. Stattdessen fand er eine Anstellung beim Arts League of Service Travelling Theatre unter der Leitung von Donald Wolfit und stieß 1937 zum Ensemble eines kleinen Theaters in Jersey. 1939 fand er Beschäftigung in London, u. a. am Aldwych Theatre in Harper Lees To Kill a Mockingbird.
Auch den späteren Jahren kam er immer wieder zurück auf die Bühne. Er spielte auch in Musicals wie Irene (1976–77) und als Jacob Marley in Scrooge – The Musical (1992/92). Noch in seinem letzten Lebensjahr ging er mit zwei verschiedenen Bühnenprogrammen – eines davon seine Ein-Mann-Show Who is Jon Pertwee? auf Tournee.

## Radio
Während der Zeit am Aldwych Theatre lernte Pertwee den Schauspielkollegen John Salew kennen, der damals ein gefragter Interpret im Radio war. Als Salew wegen eines Engagements einer Verpflichtung bei seinem Radiosender nicht nachkommen konnte, übergab er diesen Auftrag Pertwee. Damit begann dessen Radiokarriere. Pertwee wurde besonders durch die Wandlungsfähigkeit seiner Stimme schnell bekannt.
Nach einer Unterbrechung seiner Tätigkeit während des Zweiten Weltkrieges knüpfte er 1946 wieder an seine Radio-Erfolge an und spielte in Eric Barkers Mediterranean Merry-Go-Round eine Vielzahl von komischen Charakteren, wobei er seine Fähigkeit, verschiedenste Dialekte nachzuahmen, erfolgreich einsetze.

## Der Zweite Weltkrieg
Nach dem Beginn des Zweiten Weltkrieges in Europa meldete er sich zur Royal Navy als Funker. Einem Einsatz auf der Hood entging er in letzter Sekunde durch Abordnung zu einem Offizierslehrgang. Der Großteil der Mannschaft der Hood überlebte den Einsatz nicht. Bei der Bombardierung von Portsmouth erlitt Pertwee gefährliche Kopfverletzungen. Infolgedessen wurde er zur Rekonvaleszenz auf die Isle of Man überstellt, wo er eine kleine Amateur-Schauspielgruppe zusammenstellte.

## Fernsehen
Durch seine Popularität als Radiokomiker bekam er ab den 1950er Jahren auch verstärkt Film- und Fernsehangebote. Für die BBC spielte er 18 Jahre lang in der Comedy-Serie The Navy Lark. Daneben übernahm er Gastauftritte in anderen Fernsehserien wie The Goodies.

### Doctor Who
1970 bekam er die Rolle, mit der er bis heute in England am stärksten in Verbindung gebracht wird: In der Nachfolge von Patrick Troughton verkörperte er bis 1974 den außerirdischen „Doktor“, der in der langlebigen Science-Fiction-Serie Doctor Who in verschiedenen Erscheinungsformen und Zeiten gegen dunkle Mächte wie die Daleks antreten muss. Bis zu seinem Tode war Pertwee aufgrund dieser Darstellung immer wieder Gast auf verschiedenen Science-Fiction-Conventions, Fernsehspecials, Radio- und Fernsehtalkshows sowie bei anderen öffentlichen Auftritten. Sogar auf der Theaterbühne schlüpfte er 1989 noch einmal in die Rolle des Doktors für die Inszenierung Doctor Who – The Ultimate Adventure. In seinen letzten Lebensjahren übernahm er die Rolle noch einmal für den Hörfunk (The Paradise of Death, 1993 sowie The Ghosts of N-Space, 1996).

### Worzel Gummidge
Ebenfalls einen hohen Bekanntheits- und Beliebtheitsgrad erzielte eine weitere Fernsehserie mit Pertwee in der Hauptrolle: 1979 verkörpert er zunächst für einen Fernsehfilm die Vogelscheuche Worzel Gummidge nach den Kinderbüchern von Barbara Euphan Todd, die regelmäßig zum Leben erwacht und skurrile Abenteuer erlebt. Obwohl der Produktion nur geringer Erfolg beschieden war, versuchte sich das Autorenduo Willis Hall und Keith Waterhouse an einer Adaption für eine Fernsehserie, die schließlich mit Southern Television einen Interessenten fand. Die eigensinnige Vogelscheuche wurde so populär, dass sie 1981 sogar vom Variety Club zur TV-Persönlichkeit des Jahres gewählt wurde. Infolge von Produktionsschwierigkeiten wurde die Serie dennoch abgesetzt und Pertwee wandte sich wieder verstärkt dem Theater zu.

## Film
Seine erste große Rolle spielte er 1953 in der Komödie Will Any Gentleman?. Es folgten zahlreichen Auftritte zumeist in Komödien wie der Disney-Produktion Wer hat unseren Dinosaurier geklaut? und drei Filmen der Ist-ja-irre-Filmreihe (Ist ja irre – der dreiste Cowboy, Ist ja irre – Alarm im Gruselschloß und Ist ja irre – Cäsar liebt Cleopatra). In letzterem parodierte er mit wirrem, bodenlangem Haar und Augenrollen den Wahrsager aus Shakespeares Julius Caesar, der die Iden des März voraussieht.

## Sonstiges
Außerdem arbeitete Pertwee zeitweilig als Kabarettist und Gitarrist. In den 1970er Jahren moderierte er für Thames TV die Quiz-Show Whodunnit? und 1995 übernahm er einige Sprechrollen für das Computerspiel Discworld nach den Romanen von Terry Pratchett.
Pertwee war in erster Ehe mit der 15 Jahre jüngeren Schauspielerin Jean Marsh verheiratet, die in Doctor Who Sara Kingdom spielte, die Begleiterin des ersten Doktors. Sie hatten sich bei den Dreharbeiten zu Will Any Gentleman? kennengelernt. Die Ehe wurde 1960 geschieden. Noch im selben Jahr folgte seine zweite Ehe mit der Modedesignerin Ingeborg Rhoesha. Er starb im Alter von 76 Jahren während eines Urlaubs in den USA an einem Herzinfarkt. Sein Leichnam wurde im Putney Vale Cemetery verbrannt.
Jon Pertwees Bruder Bill war als Schauspieler und Autor erfolgreich, sein Sohn Sean ist ein viel beschäftigter Schauspieler.
Mark Gatiss’ The Zero Imperative aus der P.R.O.B.E.-Filmreihe ist der letzte Film in dem Jon Pertwee zu sehen war.

## Filmografie (Auswahl)
- 1936: Die vier Gerechten (The Four Just Men)
- 1938: Der Lausbub aus Amerika (A Yank at Oxford)
- 1953: Will Any Gentleman?
- 1958: The Navy Lark
- 1964: Ist ja irre – Cäsar liebt Cleopatra (Carry On Cleo)
- 1965: Ist ja irre – der dreiste Cowboy (Carry On Cowboy)
- 1966: Ist ja irre – Alarm im Gruselschloß (Carry On Screaming!)
- 1970: Totentanz der Vampire (The House That Dripped Blood)
- 1970–1974: Doctor Who (Doctor Who, TV-Serie)
- 1975: Wer hat unseren Dinosaurier geklaut? (One of Our Dinosaurs Is Missing)
- 1979: Die Vogelscheuche (Worzel Gummidge, TV-Serie)
- 1983: Die fünf Doktoren (The Five Doctors)
- 1992: Mach’s nochmal, Columbus (Carry On Columbus)
- 1994: The Zero Imperative